# Selenidera gouldii
Selenidera gouldii és una espècie d'ocell de la família dels ramfàstids (Ramphastidae) que rep en diverses llengües el nom de "tucanet de Gould" (Anglès: Gould's Toucanet. Francès: Toucanet de Gould). Habita la selva humida de l'extrem nord-est de Bolívia i nord-est del Brasil.